# 迟星北
迟星北（1957年9月—），男，山东招远人，中华人民共和国军事人物，原国防部长迟浩田之子，中国人民解放军少将，曾任总参通讯部政治部副主任、主任，南京陆军指挥学院政治部主任，南京陆军指挥学院政治部政委，总装备部陆军装备科研订购部政委等职务。2016年2月任中国人民解放军陆军首任后勤部政委。